# Gesellschaft für deutsche Sprache und Literatur in Zürich
Die Gesellschaft für deutsche Sprache und Literatur in Zürich wurde 1894 als Gesellschaft für deutsche Sprache in Zürich gegründet. An der konstituierenden Sitzung am 20. Januar 1894 wurde als Zweck beschlossen, «das Interesse für den richtigen und reinen Sprachgebrauch der neuhochdeutschen Schriftsprache in Schule und Leben zu pflegen ohne Beeinträchtigung der Mundart», indem die Gesellschaft monatliche Vorträge und Besprechungen organisiert. Das Interessengebiet der Gesellschaft wurde vermutlich um 1920 auf die Literatur ausgeweitet.
Zu den bekannteren Gründungsmitgliedern zählen Albert Bachmann, Eduard Hoffmann, Hugo Blümner, Hermann Bodmer, Jakob Bosshart, Adolf Fick, Ernst Fiedler, Friedrich Fritschi und Friedrich Staub. Neben der grossen Anzahl Lehrpersonen aus Kantonsschulen und Universitäten waren unter den Mitgliedern auch einige Dichter und Schriftsteller vertreten. Zu nennen wären etwa Meinrad Lienert, Nanny von Escher, Konrad Bänninger oder Edzard Schaper.
2010 erfolgte die Anbindung der Gesellschaft ans Deutsche Seminar der Universität Zürich als offizielle Alumni-Organisation der Zürcher Germanistinnen und Germanisten, womit sie Teil von UZH Alumni, der Dachorganisation der Alumni-Organisationen der Universität Zürich, wurde. Seit 2021 wurde sie unter Beibehaltung des bisherigen Namens in ein Chapter von UZH Alumni umgewandelt.

## Archiv
- Bestand: Gesellschaft für deutsche Sprache und Literatur in Zürich (GfdSL).   UZH Archiv.   Signatur: PA.050.